# Gastronomía de Kalmykia

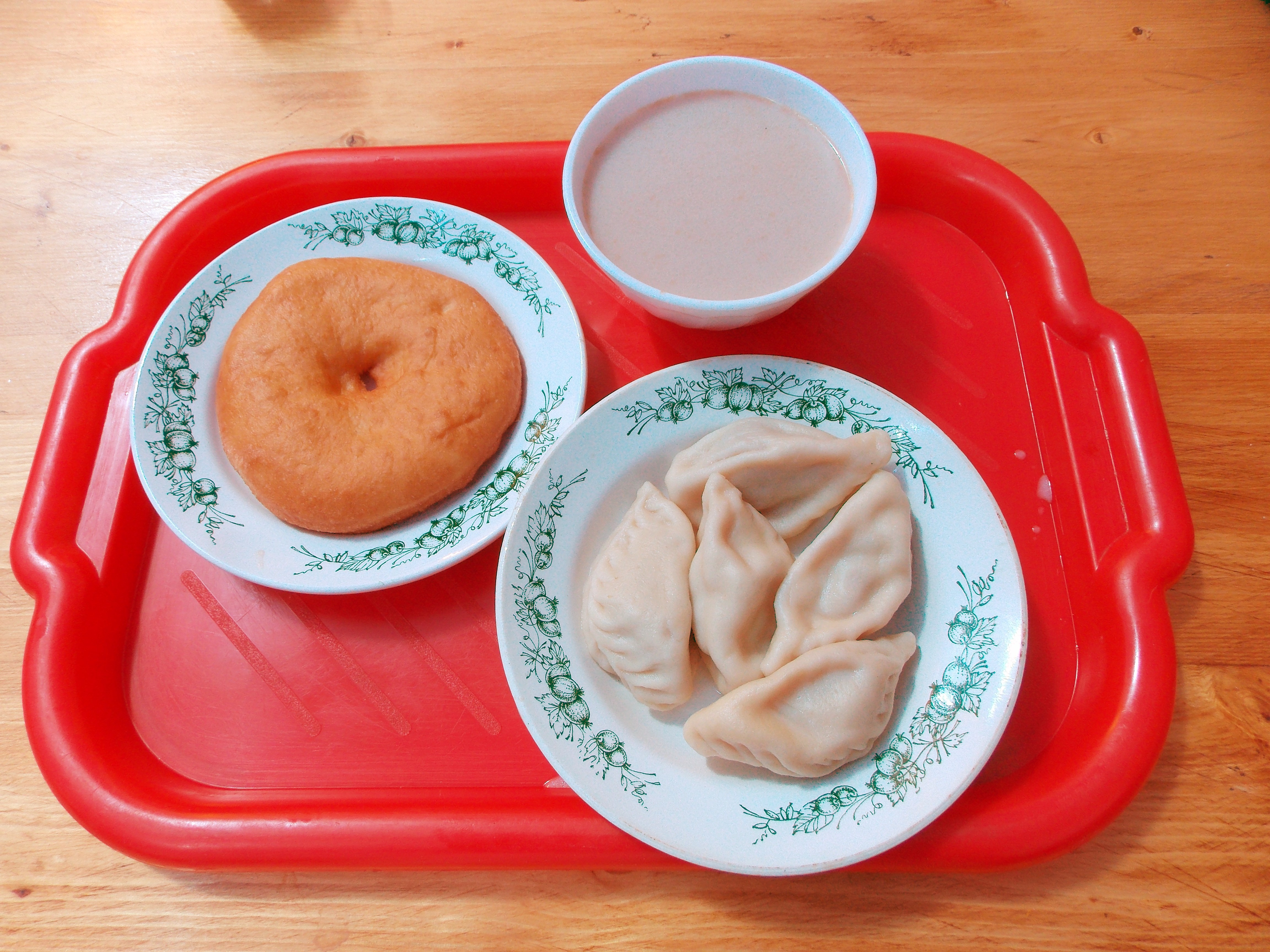
Té Kalmyk, byoriki y bortsig

La gastronomía Kalmyk es la cocina tradicional de los Kalmyks, ciudadanos de Kalmykia .

## Descripción
La cocina Kalmyk lleva la impronta de la vida pastoral nómada de los Kalmyks y de las etnias vecinas y no es muy diversa. Los ingredientes principales de la cocina de Kalmykia son la leche y, por lo general, la carne hervida o frita ( cordero, ternera, contrariamente a los rumores, también se consume carne de caballo ). Los platos de la cocina Kalmyk todavía están muy extendidos entre el pueblo Kalmyk y son una parte esencial de su tradición cultural y material.
Eran típicos los platos de pescado para los kalmyks que vivían cerca de fuentes de agua.

## Platos tradicionales

### Platos con carne
Los kalmyks cocinaban caldo de carne sazonado con cebollas crudas ( makhn-sheltәһәn o simplemente makhn ), fideos con carne y cebollas ( khursn-makhn-guirtәһәn ), byoriki ( калм. Borg ), que son bolas grandes de masa hervida con una costura de lanceta en la parte superior y el popular dotr : entrañas de ganado finamente picadas y guisadas, horneando la carne en el estómago de un carnero en un agujero de fuego ( kүr ).

### Platos lácteos
En la cocina Kalmyk, los platos elaborados con leche son variados: queso, requesón, crema agria, leche cuajada de leche de vaca y koumiss de yegua . La leche se usa para hacer el producto de ácido láctico chigyan (el medio entre el kéfir y la leche cuajada), boz (espeso después de procesar el vodka Kalmyk arkhi ). El Chigyan se consideraba un alimento saludable y curativo que a menudo se usaba con fines medicinales. El bose caliente se mezclaba con leche, dando como resultado el producto hyöörömg . Si se espera a que el suero se separe del hyomreg, en el fondo del plato se forma una masa cuajada de nutrientes: eedemg . La Sala shyuryumg está hecha de requesón - requesón seco, del tamaño del puño de un niño, y khursan - requesón seco en forma de tortas planas.

### Postres

#### Postres de harina
Los productos de harina más comunes son las tortas sin levadura fritas en grasa de cordero: bortsog ( калм. Boortsg ) - zelweg - una torta delgada frita en aceite o grasa hirviendo, parecida a los panqueques .

#### Bebidas
La bebida diaria de los Kalmyks era el té Kalmyk : té con leche, mantequilla, sal, nuez moscada y laurel, que saciaba la sed con el calor y calentaba con el frío. Un tipo especial de té Kalmyk es " khuurdңg tsә " ( khurdyng tsya ), té con harina tostada.
La bebida alcohólica era vodka de leche Arkhi ( Araka ) .